# Un lugar en el Caribe
Un lugar en el Caribe es una película hondureña escrita y dirigida por Juan Carlos Fanconi, protagonizada por José Zúñiga, Gabriela de la Garza, Lali González, Rodrigo Guirao Díaz, Daniel Zacapa, Ana Clara Carranza y Gastón Pauls, la película se estrenó en marzo de 2017 y es representada por la Agencia Internacional de Ventas Shoreline Entertainment.

## Argumento
Gael Castillo (José Zúñiga) es un famoso escritor latinoamericano, casado con una mujer de California. Viaja a la Isla de Roatán, Honduras para terminar de escribir su última novela y es así como encuentra el amor a primera vista. Conoce a Camila (Gabriela de la Garza), la novia de su mejor amigo, una mujer bella y aventurera. Ambos se enredan en una experiencia de amor prohibido. 
Al mismo tiempo, Sofía (Lali Gonzalez)  y su padre pierden su crucero y se ven obligados a alojarse en esta isla. Sofía conoce a Paolo (Rodrigo Guirao Díaz), un joven dueño de uno de los más prestigiosos Hoteles de la zona. Se enamoran de inmediato, pero Sofía no esta dispuesta a embarcarse en una aventura casual. Marcelo (Daniel Zacapa), su padre, conoce a Angela, una mujer bohemia, propietaria de un restaurante de la isla. Ambos experimentan una aventura única y sin compromisos. Tres historias de amor en torno a este maravilloso lugar en el Caribe.

## Reparto
- José Zúñiga como Gael Castillo.
- Gabriela de la Garza como Camila.
- Gastón Pauls como Fernando.
- Lali Gonzalez como Sofía.
- Rodrigo Guirao Díaz como Paolo.
- Daniel Zacapa como Marcelo.
- Jamie Bernadette como Sarah.
- Ana Clara Carranza como Ángela.
- Fermin Galeano como Sammy.
- Boris Barraza como Ángela.
- Maria Elena Vindel como Victoria.

## Locaciones

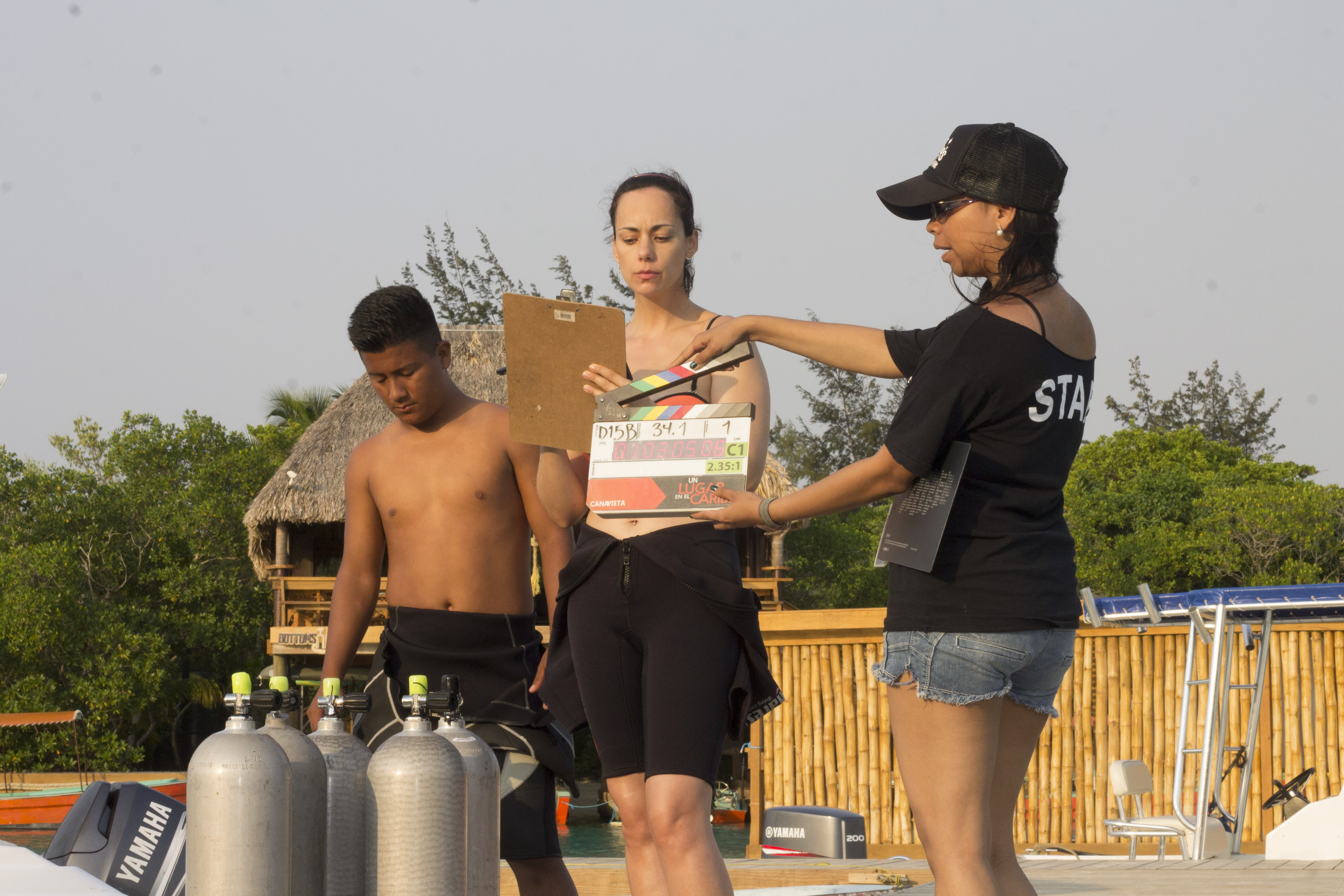

El Rodaje de Un Lugar en el Caribe, utilizó locaciones tanto en Roatán, Honduras como en Los Ángeles, California. Las escenas del Caribe toman vida en Roatán, Honduras. Se utilizaron en el rodaje las playas de West End y West Bay, las instalaciones del Hotel Verandas, Henry Morgan, El Faro, Hotel Grand Roatán. Localidades en Coxen Hole, French Harbour y Paya Bay. Las escenas de Los Ángeles se rodaron en su mayoría en la zona de Santa Mónica (California).